# Vincenzo Cecchini
Vincenzo Cecchini (Cattolica, 3 ottobre 1934) è un pittore italiano.

## Biografia
Ultimati gli studi inizia a lavorare come geometra presso l'impresa edile del padre, abbandonandola ben presto per iniziare a dipingere.
Esordisce pubblicamente nel 1955 esponendo a Macerata al Premio Scipione e tra il 1958 e il 1960 a Firenze.
Negli anni ’60 si trasferisce a Roma con la famiglia, insegnando al Liceo Artistico di Latina e frequentando l'ambiente artistico e le gallerie romane, "dove espone con i suoi coetanei Carmengloria Morales, Paolo Cotani, Carlo Cego, Claudio Verna opere il cui tema centrale è una pittura autoreferente e di analisi sulle sue stesse 'possibilità': un metodo artistico che Cecchini applicherà negli anni successivi anche ai lavori che realizzerà mixando fotografia e pittura". In questi anni numerosissime sono le sue partecipazioni in mostre collettive in questo ambito in Italia (Rimini, Ancona, Bologna, Milano, Prato, Palermo, ecc.) ed all'estero (Ostenda, Lund).
Negli anni ’70 si moltiplicano le sue partecipazioni a mostre di pittura analitica e in questo ambito nel 1975 tiene la prima personale alla Galleria Peccolo di Livorno, che in quegli anni dedicava personali ad artisti della pittura analitica. Oltre che in Italia partecipa a numerose esposizioni in Svezia (Stoccolma), Svizzera (Basilea), Germania (Colonia, Bonn) e Paesi Bassi (Venlo, Schiedam, Utrech).
Dopo il 1978 ritorna a vivere nella sua città natale, Cattolica, iniziando ad insegnare presso la Scuola del Mosaico di Ravenna (si trasferirà successivamente all'Istituto d'Arte di Pesaro e poi a quello di Riccione), mentre «le sue tele acquistano una colorazione più chiara e distesa, tele dalla colorazione tenue e monocroma dove le superfici sono attraversate da linee ondulatorie o traiettorie sbilenche». Questa serie di lavori lo accompagna per tutti gli anni ’80 e lo condurrà ai nuovi dipinti monocromi realizzati a partire dagli anni ’90" che inaugurano un nuovo fronte della sua ricerca pittorica.
Personalità multiforme e creativamente irrequieta, si dedica inoltre alla didattica dell'arte rivolgendosi alle nuove generazioni, riscoprendo con rinnovato interesse temi ispirati alla natura dei luoghi colti in un creativo rapporto con la mitologia, elaborati figurativamente attraverso l'utilizzo di tecniche espressive affini al fumetto,  episodicamente trasposte sulla tela.
Coltivando un interesse mai abbandonato ha ripreso ad essere attivo come poeta (negli anni cinquanta un suo componimento era stato segnalato nel Premio "Città di Cattolica", rassegna nazionale di poesia dialettale presieduta da noti nomi della letteratura italiana) utilizzando negli ultimi decenni come linguaggio il dialetto romagnolo, curando la stampa di alcune sue raccolte, comparendo in una antologia del genere e producendo pitture direttamente correlate.

## Opere
Si accostò, soprattutto negli anni settanta, alla pittura analitica, ed espose in più occasioni con i più noti rappresentanti di quella corrente artistica. In quel particolare periodo praticò una costante ricerca sul segno e sulle sue sequenze nell'opera, spesso ai limiti della monocromia.